# 福井県医師会

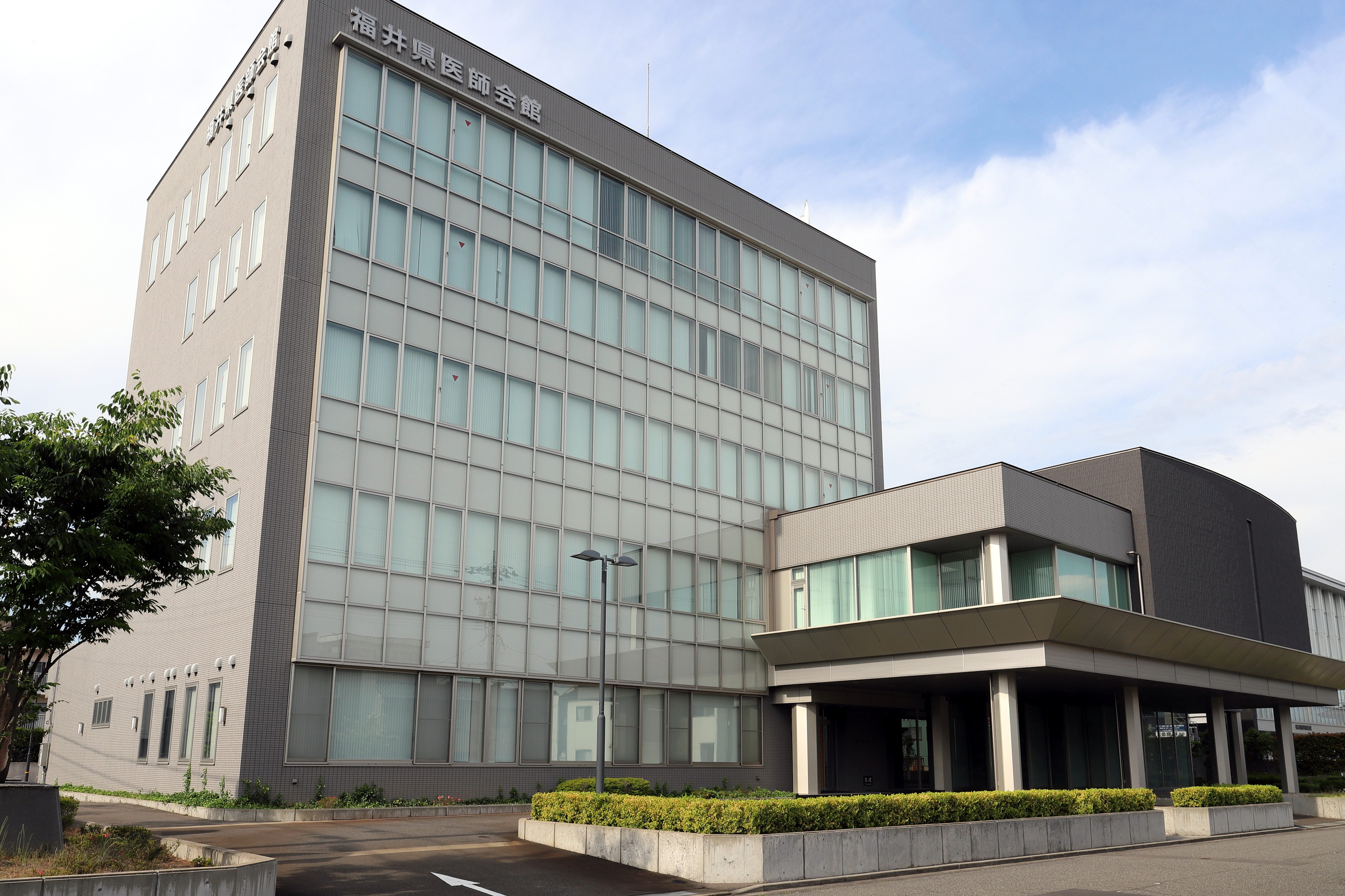
福井県医師会館

一般社団法人福井県医師会（いっぱんしゃだんほうじんふくいけんいしかい、Fukui Medical Association）は、福井県の医師を会員とする法人。

## 本部所在地
福井県福井市大願寺3丁目4番10号

## 郡市医師会
- 福井市医師会
- 坂井市医師会
- 丹生郡医師会
- 鯖江市医師会
- 敦賀市医師会

## アクセス
- 京福バス
  - 57 心臓センター・町屋線「医師会館前」下車。